# 聖保羅男女中學
聖保羅男女中學（或簡稱SPCC、St. Paul's Co-ed）是由香港聖公會創辦的男女英文中學。學校位於香港島中西區中環中半山麥當勞道33號，同時也是香港海拔最高的中學之一，為香港傳統名校，並是聖保羅男女中學附屬小學的一條龍中學。

## 歷史
聖保羅男女中學由聖保羅書院已故校長史超域牧師之妹嘉芙蓮（Kathleen Stewart）於1915年創立，當時名為「聖保羅女書院」，早期只收女生，1918年成為香港第一間規定學生必須穿著校服的學校，至今該學校的女生校服仍然保留民國時期風氣，女生要穿著由起初的白色至現今的深藍色旗袍校服，甚具特色。

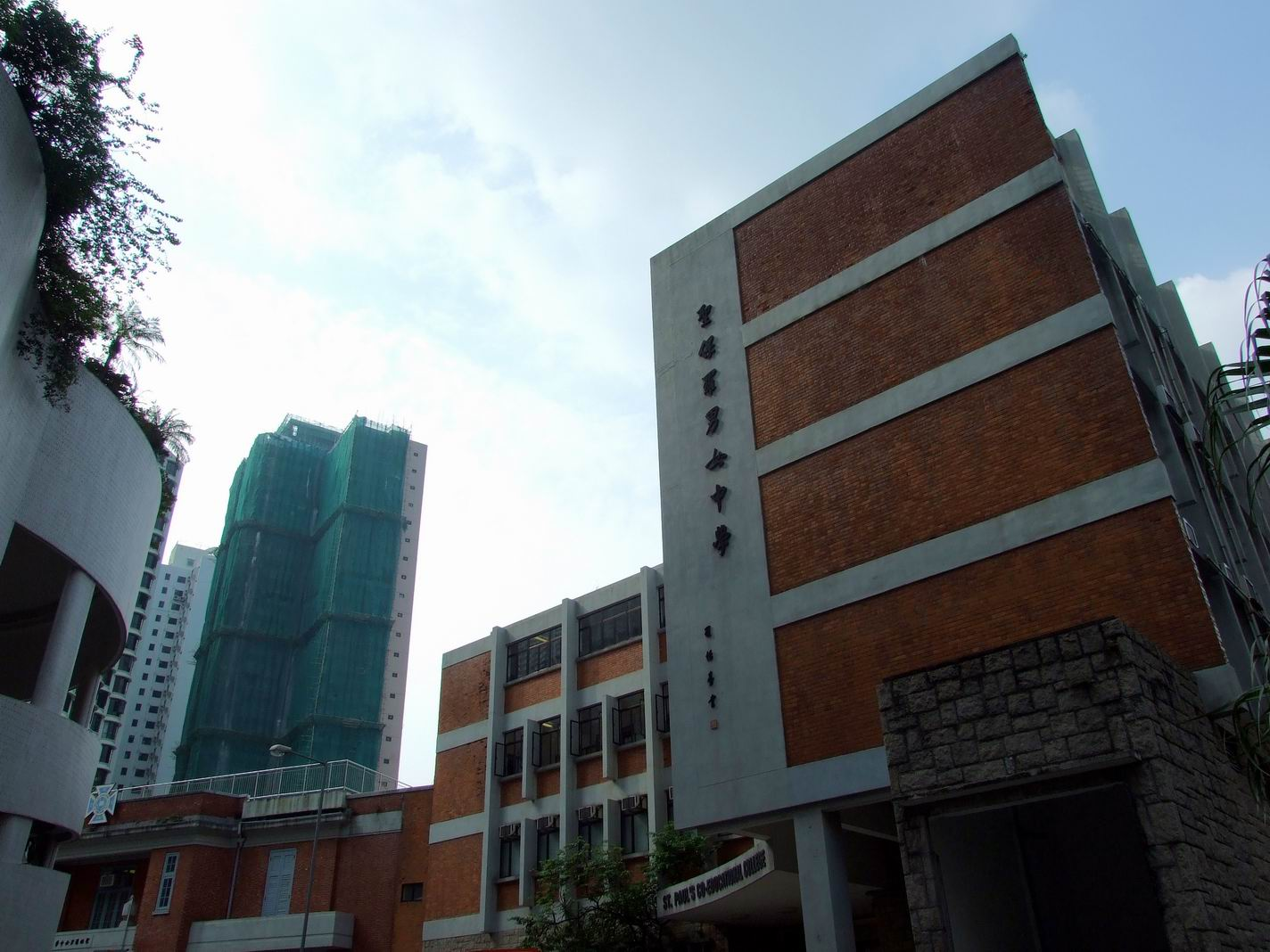
聖保羅男女中學附屬小學舊校舍（已拆卸並興建中學新翼，已于2011年9月啓用）

1945年戰後復課，被聖公會短暫安排與聖保羅書院（St. Paul's College）合併兼收男女學生，易名「聖保羅中學」，是香港首所男女同校學校；同時，此校於1949年另外成立下午校，後來獨立成為聖馬可中學。聖保羅書院其後於1950年在般含道香港大學聖約翰學院舊址復課，聖保羅中學則於後來改名「聖保羅男女中學」（St Paul's Co-educational College），維持男女同校制度至今。2001年向政府申請成為直接資助學校，成為首間直資中學。麥當勞道中學校舍被評為香港二級歷史建築。
聖保羅男女中學秉承聖公會辦學理念，以哥林多前書的「信、望、愛」作為校訓，培養學生追求卓越的精神。
而1916年出任校長的胡素貞，是華人教育史上第一位女校長。亦開創了學生穿著統一校服的先例，於1952年榮休，亦是聖保羅發展史中的重要人物。

## 歷任校長
| 任期      | 校長           | Principal                          |
| 1915      | 马田           | Mrs Martin（臨時）                 |
| 1916-1941 | 胡素貞         | Catherine F. Woo                   |
| 1941-1945 | （因二战停办） | （ceased operations due to WWII)   |
| 1945-1952 | 胡素貞         | Catherine F. Woo                   |
| 1952-1984 | 羅怡基         | Bobbie Madeleine Florence Kotewall |
| 1984-1999 | 陳林雅尚       | Chen Lam Ngar Sheung               |
| 1999-2004 | 潘鎮球         | Poon Chun Kau                      |
| 2004-2017 | 陳黃麗娟       | Chan Wong Lai Kuen Anissa          |
| 2017-     | 潘紹慈         | Poon Siu Chi Frederick             |

## 校歌
在重要場合亦會齊唱校诗。校詩的歌詞與香港聖公會屬下其他學校相同，沿用《學校根基歌》（We Build Our School on Thee, O Lord）曲詞，由Joseph Barnby作曲，Sebastian W. Meyer 於1908年作英文歌詞。全曲共分四節。
需注意的是，雖然歌詞相同，但即使同屬聖公會，各學校所採用的校詩曲調均不盡相同。

## 校舍
聖保羅男女中學設有兩個校舍，分別為麥當勞道校舍及李莊月明樓，以前堅尼地道臨時校舍已歸還政府，現為聖約瑟書院的校舍，另在附近的歌老打路設有健身室及室內游泳池，供校內學生上體育游泳課之用。

### 麥當勞道校舍
麥當勞道校舍是學校的主校舍，現時中一至中六均在麥當勞道校舍上課，並設有多個實驗室及於SIP新翼設有多個特別室。
主校舍旁有一座已經拆卸的校舍，原為聖保羅男女中學附屬小學（麥當勞道）的校舍，及後在聖保羅男女中學附屬小學合併後成為高小校舍。2008年為配合中學校舍擴建工程拆卸，中學新翼工程隨即展開，于2011年9月起啓用。新校舍設有多個實驗室、課室、游泳池以及宿舍。在新校舍落成啓用後，原有校舍亦將進行翻新工程，據悉工程包括裝修禮堂以及將原有五樓改建為圖書館。
麥當勞道校舍各樓層資料（2022–2023）
| 樓層         | SIP                          | 羅怡基博士樓                                                                                | 胡素貞博士樓                                                                                                   |
| ------------ | ---------------------------- | ------------------------------------------------------------------------------------------- | --- |
| 十樓（10/F） | 小教堂                       | --                                                                                          | -- |
| 九摟（9/F）  | 特別室 W901, W902, W903      | --                                                                                          | -- |
| 八樓（8/F）  | 特別室 W801, W802, W803      | --                                                                                          | -- |
| 七樓（7/F）  | 特別室 W701, W702, W703      | 校友會辦公室                                                                                | -- |
| 六樓（6/F）  | 電腦室                       | 教室 4C,4D,4E,4F                                                                            | 綠色天台 |
| 五樓（5/F）  | 籃球場、男女更衣室           | 教室 6A,6B,6G,6I                                                                            | 圖書館、特別室MR511、專題研習室509,510,512、展覽廊、會議室、高中自修室                                         |
| 四樓（4/F）  | 水泵房                       | 上層: 教室 6C,6D,6E,6F,6H, 禮堂上層入口（前） 下層: 教室 5E,5F,5G,5H,5I, 禮堂下層入口（前） | 教員室A,B、校長室、副校長及助理校長室、學生事務部、行政部、正門、校史文物廊、禮堂上層入口（後）                |
| 三樓（3/F）  | 禮堂後台                     | 教室 4G,4H,4I,5C,5D                                                                         | 教員室C、地理室、侍服器房、印刷間、社工室、風紀室、紅場、醫療室、教員休息室、竹月堂展覽廊、 禮堂下層入口（後） |
| 二樓（2/F）  | 校園電視台、學生會室、儲物室 | 教室 4A,4B,5A,5B、演奏室、敲擊樂工作坊、音樂儲物室                                          | 教員室D,E,F、電腦室、庶務部、資訊科技部、體驗學習辦公室                                                        |
| 一樓（1/F）  |                              | 有蓋操場、纜車徑出口                                                                        | 音樂室A,B,C、音樂練習室、音樂準備室、特別室MR101, MR107、會議室、美術室甲                                      |
| 閣樓（M/F）  |                              | 管理員宿舍、儲物室、水泵房                                                                  | 設計與科技室、女更衣室、體操室閣樓                                                                             |
| 地下（G/F）  |                              | 美術室乙                                                                                    | 體操室、乒乓球室、男更衣室、儲物間                                                                             |

### 李莊月明樓
2011年落成啟用的東翼設有學生宿舍，可提供81個宿位。
東翼校舍各樓層資料（23-24）
| 九至十二樓（9–12/F） | 莊邱碧雲太夫人舍堂                           |
| 八樓（8/F）          | 物理實驗室 1&2、化學實驗室1&2、特別室 E805   |
| 七樓（7/F）          | 教室 E701 - E705, 特別室 E706                |
| 六樓（6/F）          | 教室 E601 - E606                             |
| 五樓（5/F）          | 教室 E501 - E506                             |
| 四樓（4/F）          | 停車場、財務部                               |
| 三樓（3/F）          | 綜合科學實驗室1&2、生物實驗室1&2             |
| 二樓（2/F）          | 教室 E201 - E204                             |
| 一樓（1/F）          | 小賣部、食堂、演講廳、庭院、儲物室、美術室甲 |
| 地下（G/F）          | 室內體育場、更衣室、儲物室                   |

### 堅尼地道前校舍
由於麥當勞道校舍工程已經完成，所有中一班別已遷回麥當勞道校舍上課，此校舍已經歸還予政府。
堅尼地道校舍本為聖保羅男女中學附屬小學（堅尼地道）的校舍，後來聖保羅男女中學附屬小學合併後成為初小校舍，最後在聖保羅男女中學附屬小學搬往黃竹坑新校舍後被聖保羅男女中學租用作中一及兩班預科班的課室。該校舍在麥當勞道新翼建築完成後，由於已經沒有班別需要使用，因而歸還政府。
堅尼地道校舍建於1935年，由香港日資公司捐建，用作安置原於堅尼地道12號的香港日本人小學。校舍設有禮堂、6間課室及4間教員宿舍房間。香港日治時期過後，該校舍先後被多間學校使用
- 英皇書院（1946年至1949年）
- 皇仁書院（1947年至1950年）
- 官立漢文高級中學（今金文泰中學）（1946年至1961年）
- 堅尼地道小學（1961年至1991年）
- 香港國際學校（1991年至1999年）

此後校舍便由聖保羅男女中學附屬小學及聖保羅男女中學使用。該校舍已被古物古蹟辦事處列為一級歷史建築。該校舍現已成為聖若瑟書院的擴建部份。
堅尼地道校舍各樓層資料
| 二樓（2/F） | 教員室B,C、社工室、課室 1A, 1B, 1C, 1D, 1E、電腦室，特別室 KR202 |
| 一樓（1/F） | 籃球場、禮堂、課室1F, 1G、小賣部、綜合科學實驗室                 |
| 地下（G/F） | 教員室、操場、特別室G02, G03、美術室                             |

### 歌老打徑學校專用室
歌老打徑學校專用室資料
| 室内游泳池            |
| 特別室A101-A102, A104 |
| 舞蹈室暨特別室A107    |
| 健身室A103            |
| 專題研習室A105, A106  |

## 公開考試成績
在歷屆香港中學會考及香港中學文憑考試，聖保羅男女中學是產生最多會考「10A狀元」及文憑試「7科5**狀元」（在甲類科目中至少3個選修科及4個核心科獲得5**成績）的學校之一，截至2025年，共有35位，其中13位會考「10A狀元」及22位文憑試狀元，排名全港第3。
於2025年香港中學文憑考試，聖保羅男女中學逾98.2%考生符合大學聯招辦法中核心科目取得「3322」的最低要求，每名考生平均考獲約4.35科「5」或以上的成績，其中平均約1.23科為「5**」。
2012年至2025年共14屆香港中學文憑考試，產生了22名文憑試狀元。
香港中學會考年代亦曾產生了13名「10A狀元」狀元，其中於2001年，林偉棋為當年中學會考總分全港第一的考生，獲「香港中英學術基金會學者聯會」「Hong Kong Sino-British Fellowship Trust Scholars' Association」頒發「莫鳳麟獎學金」 「Charles Frankland Moore Award」。

## 香港傑出學生選舉
截至2024年（第39屆），聖保羅男女中學在香港傑出學生選舉共出產16名香港傑出學生，在香港所有中學之中排名第7。

## 課程
除了本地香港中學文憑考試課程外，亦提供國際文憑大學預科課程（International Baccalaureate Diploma Programme，IBDP），為期兩年，相等於新高中中五及中六兩級，課程受國際文憑組織而非香港政府教育局管理。校方期望此課程能為同學提供本地課程外的另一選擇。因應國際文憑大學預科課程只是為期兩年，校方對修讀課程的學生提供一個相等於中四級的一年制國際文憑大學預科課程銜接課程，以協助同學適應國際文憑大學預科課程以論文及討論為主的教學方式。

## 相關事件
2025年，該校學生潘浠淳捲入藥倍安心爭議，其所開發的“藥倍安心”系統被指涉及外判及請槍行為、未經病人授權使用醫療數據，以及以違規手法取得第三方版權資料。校方回應時表示已知悉有關社交媒體帖文，現正作出了解及跟進。

## 外部連結
- 聖保羅男女中學官方網頁 （页面存档备份，存于）
- 聖保羅男女中學資料 （页面存档备份，存于）
- 【中學排名】全港學校排名TOP 100 （页面存档备份，存于）